# Abaí
Abaí é um distrito do Paraguai, departamento de Caazapá. Possui uma população de 26.455 habitantes e sua economia é baseada da agricultura e pecuária.

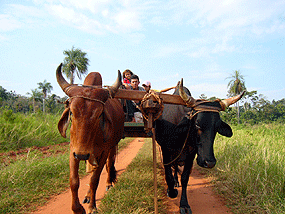
Atividade rural em Abaí.

## Transporte
O município de Abaí é servido pelas seguintes rodovias:
- Caminho em terra ligando a cidade ao município de General Higinio Morínigo
- Caminho em pavimento ligando a cidade ao município de Tavaí
- Caminho em terra ligando a cidade ao município de San Juan Nepomuceno ([1][2][3]